# Floressee

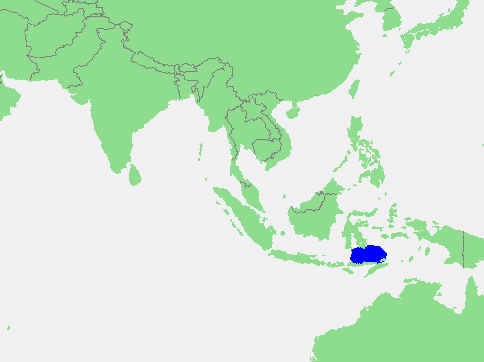
Lage der Floressee

Die Floressee, auch Flores-See,  (indones. Laut Flores), erstreckt sich über etwa 85.000 km² als Teil des Australasiatischen Mittelmeeres im Südpazifik.
Die Floressee grenzt an die Makassarstrasße im Nordwesten (um einen Punkt), die Javasee im Westen, die Balisee und die Sawusee im Südwesten und die Bandasee im Osten. 
An die Floressee grenzen außerdem die Kleinen Sundainseln mit der namensgebenden Insel Flores und Celebes (Sulawesi).
Laut Definition der International Hydrographic Organization verläuft die Grenze zur Bandasee entlang der Inselkette, zu der u. a. die Insel Selayar gehört, vom nördlichsten Punkt Flores’ (ganz im Osten der Insel gelegen) bis zur Südostspitze der süd(west)lichen Halbinsel Sulawesis – sodass der Golf von Bone, ist unabgegänsis Seegebiet.